# Ablanitsa (Pazardzjik)
Ablanitsa (Bulgaars: Абланица) is een dorp in Bulgarije. Het is gelegen in de gemeente Velingrad, oblast Pazardzjik, 44 km ten zuidwesten van de stad  Pazardzjik en 87 km ten zuidoosten van Sofia.

## Bevolking
In de eerste volkstelling van 1934 telde het dorp 104 inwoners. Dit aantal is de afgelopen decennia meer dan verdrievoudigd. Op 31 december 2019 telde het dorp 352 inwoners.
In de volkstelling van 2011 werden 376 inwoners geregistreerd, waarvan 349 op de optionele volkstelling reageerden. Het dorp bestaat vooral uit etnische Bulgaren (347 respondenten in 2011, oftewel 99,4%). De inwoners zijn vooral Bulgaarssprekende moslims, ook wel Pomaken genoemd.
Van de 144 inwoners in februari 2011 werden geregistreerd, waren er 59 jonger dan 15 jaar oud (15,7%), gevolgd door 279 personen tussen de 15-64 jaar oud (74,2%) en 38 personen van 65 jaar of ouder (10,1%).